# Веселе (Олександрійський район)
Весéле — селище в Україні, у Приютівській селищній громаді Олександрійського району Кіровоградської області. Населення становить 478 осіб.

## Населення
Згідно з переписом УРСР 1989 року чисельність наявного населення селища становила 553 особи, з яких 263 чоловіки та 290 жінок.
За переписом населення України 2001 року в селі мешкало 475 осіб.

### Мова
Розподіл населення за рідною мовою за даними перепису 2001 року:
| Мова       | Відсоток |
| ---------- | -------- |
| українська | 92,89 %  |
| російська  | 6,49 %   |
| білоруська | 0,21 %   |
| польська   | 0,21 %   |
| угорська   | 0,21 %   |